# Cayo Cruz del Padre
Cayo Cruz del Padre är en ö i Kuba.   Den ligger i provinsen Matanzas, i den nordvästra delen av landet, 150 km öster om huvudstaden Havanna. Arean är 28,1 kvadratkilometer.
Terrängen på Cayo Cruz del Padre är mycket platt. Öns högsta punkt är 14 meter över havet. Den sträcker sig 6,9 kilometer i nord-sydlig riktning, och 10,8 kilometer i öst-västlig riktning.